# Rens Tulner
Rens Tulner (Lexmond, 26 februari 1998) is een Nederlands baan- en wegwielrenner die van 2022-2023 voor Metec-Solarwatt p/b Mantel uitkwam.

## Carrière
Tulner won in 2015 de achtervolging tijdens de Nederlandse kampioenschappen baanwielrennen voor junioren. Een jaar later won, samen met zijn ploeggenoten, de openingsploegentijdrit in de Sint-Martinusprijs Kontich.
Van 2017-2018 reed Tulner voor Delta Cycling Rotterdam. Nadat deze ploeg werd opgeheven ging hij in 2019 rijden voor de wielervereniging WV de Jonge Renner. Van 2020-2021 reed hij bij de Nederlandse ploeg van VolkerWessels.

## Baanwielrennen

### Palmares
| Jaar     | NK                           | EK       | WK       | Overig   |
| Junioren | Junioren                     | Junioren | Junioren | Junioren |
| -------- | ---------------------------- | -------- | -------- | -------- |
| 2014     | achtervolging · koppelkoers  |          |          |          |
| 2015     | achtervolging · 1 km tijdrit |          |          |          |
| Elite    |                              |          |          |          |
| 2015     | ploegenachtervolging         |          |          |          |
| 2016     | achtervolging                |          |          |          |

## Wegwielrennen

### Overwinningen
2016
1e etappe Sint-Martinusprijs Kontich (ploegentijdrit)

## Ploegen
2017 –  Delta Cycling Rotterdam
2018 –  Delta Cycling Rotterdam
2020 –  VolkerWessels-Merckx
2021 –  VolkerWessels Cycling Team
2022 –  Metec-Solarwatt p/b Mantel
2023 –  Metec-Solarwatt p/b Mantel
Bax · van den Berg · Bugter · van Dalen · van den Dool · Groen · Hoppezak · Janssen · Lucas · Meijer · Pastoor · Timmermans · Tulner